# Sandilco
Sandilcos (em grego: Σάνδιλχος), Sandil (Σάνδιλ) ou Sandilch foi cã dos protobúlgaros utigures na Onogúria em 569, após promovido pelos goturcos.